# Ramla Bay
Ramla Bay néven két öböl is van Máltán, az egyik Malta szigetén, a másik Gozón.
A ramla szó máltai nyelven partot jelent. Egyes források szerint az mrammel (ejtése imrammel, homokos) szóból ered. Két ilyen nevű öböl található Máltán: az egyik Marfa mellett (Malta), a másik Xagħra mellett (Gozo), utóbbi teljes neve Ir-Ramla il-Ħamra (a vörös homokos part).

## Ramla Bay (Malta)
Mellieħa helyi tanácsának területén fekszik Marfa üdülőfalu közelében. Homokos strandja mindössze 100 méter hosszú, és az öböl két oldalán álló két szálloda (Riviera Resort és Ramla Bay Resort) közös tulajdonában van. A part többi része éles mészkőszikla.
Kevés történelmi jelentősége van, említésre mindössze az itt álló Ċirkewwa-üteg (a főút körforgalmánál) és redoubt (bástya) érdemes.
A környék földművelő- és üdülőterület. Az északra nyíló öböl bejáratához néhány évtizede hullámtörő gát épült, így az öböl biztonságosabb lett a halászok számára. Mivel nagyon kicsi a fürdőterület, a helyiek fürdeni inkább Armier Bayre járnak, ám gyakran ülnek ki horgászni a ramlai gátra, és nem ritkán a fogott halat itt is sütik meg. A turisták sem annyira a fürdési lehetőség miatt keresik fel, inkább az innen induló cominói átkelőhajók és a Cominói-csatornán (Il-Fliegu ta' Kemmuna, Comino Channel) körutakat tevő nagysebességű motorcsónakok miatt, amelyeknek egyik kikötőhelye. A szigetet körbejáró túrahajók is gyakran kikötnek itt. Az öböl népszerű merülőhely is, a Riviera Resort szállodának van külön búvárklubja, a H2O Divers.
Autóval és autóbusszal a ċirkewwai főúton közelíthető meg, a tengerparti körforgalomnál kell jobbra fordulni. A 45-ös autóbusz megállója is itt van.

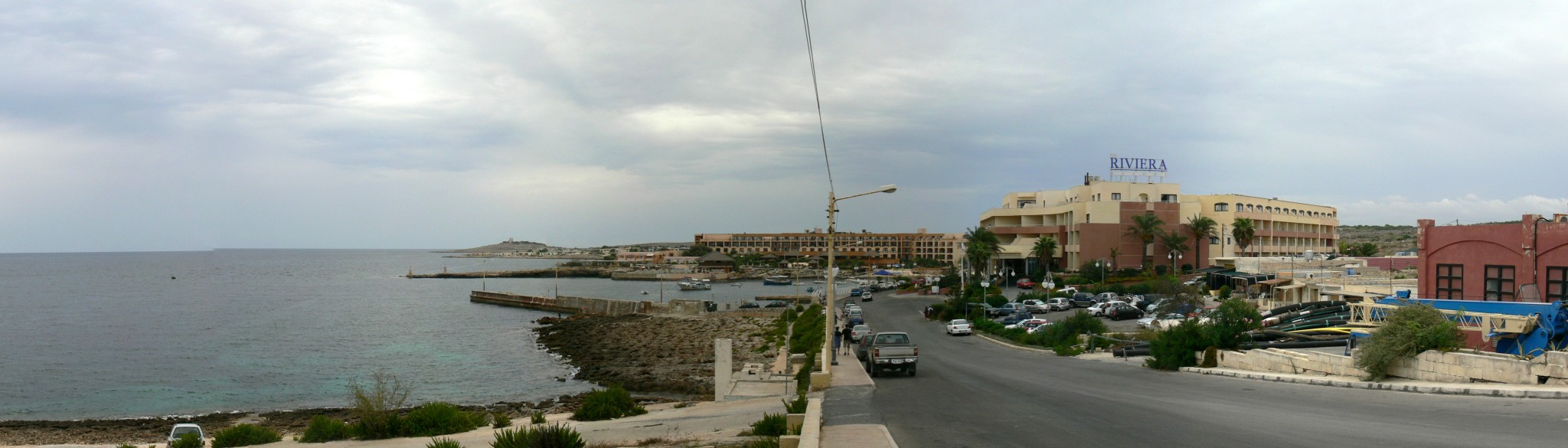
A máltai Ramla Bay panorámája. Háttérben az Aħrax-félszigeten a Fehér Torony

## Ramla Bay (Gozo)

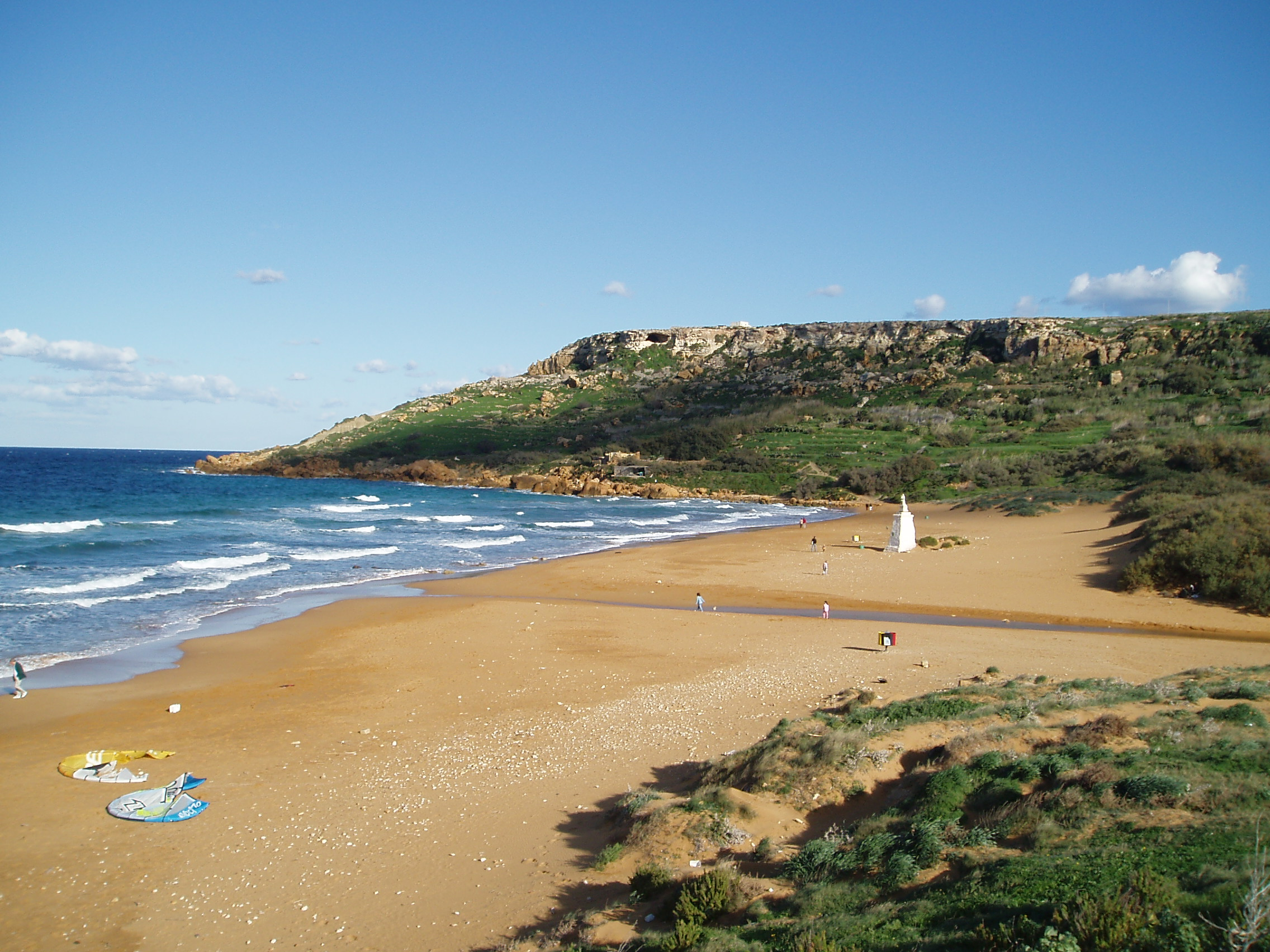
Ramla Bay vörös homokja és a Szűz Mária-szobor

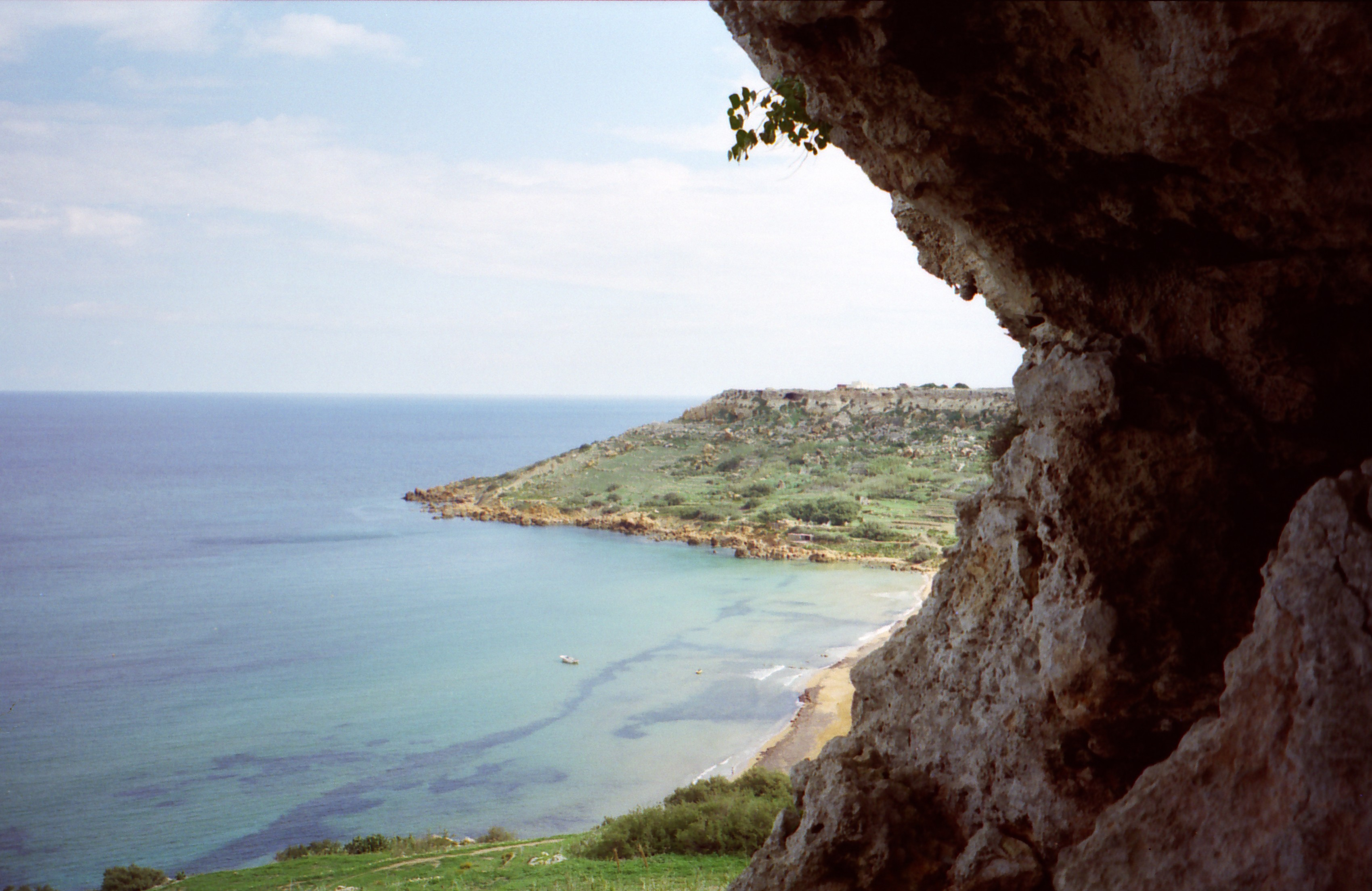
Kilátás „Kalüpszó barlangjából”

Máltai neve Ir-Ramla Il-Ħamra, Vörös Homokos Part. A Xagħra helyi tanácsához tartozó öböl nevezetessége, hogy az ország egyetlen vörös homokos tengerpartja. Gozo északi partján található, 40 percnyi sétára Xagħra és Nadur községektől.
A középkorig jó kikötőhelynek számított nem csak a part, hanem a közeli források miatt is. A közelben van "Calypso's Cave", egy sziklamélyedés, ahol a helyi legendák szerint Kalüpszó nimfa fogva tartott Odüsszeuszt. A homok alá temetve római romok pihennek, az öbölben pedig - a parttal párhuzamosan - tenger alatti fal romjai jelzik, hogy a helyiek így próbálták megakadályozni a kalózok partraszállását. A johanniták később megerősítették, egy redoubt (ágyúkkal felfegyverzett bástya) és egy fougasse (sziklába vájt ágyú) védte. Ma már csak fürdőhelyként nevezetes.
A környéke mezőgazdasági terület. Nyáron rengeteg turista és helyi keresi fel, időnként mozdulni sem lehet a homokon, szezonon kívül kitűnő fürdő-, télen sétahely. Az öböl jellegzetessége Szűz Máriának a parton álló fehér szobra. Ramla Bay közelében nincsenek nagyobb hotelek. A terület egy része a Natura 2000 program keretében védettséget élvez, ezt igyekeztek információs- és tiltó táblák kihelyezésével is tudatosítani. Egy beruházó Ramla Baynél is szállodákat építtetne, ami a látogatókat idevonzó természeti környezet az öböl védettsége miatt is problémás. Az építkezést az öböl védelmére létrehozott szervezet, a Save Ramla segítségével és a beruházás engedélyeiben kiderült hiányosságok és hazugságok miatt eddig sikerült megakadályozni.
Gyalog megközelíthető Nadur és Xagħra felől, autóval közvetlen út vezet ide Rabat, illetve a Calypso-barlang mellett Marsalforn felől is. A rabati buszpályaudvarról a 302-es járat, a mġarri kikötőből pedig a 322-es járat jön ide.